# Giovanni Battista Crosato
Giovanni Battista Crosato (1686 - 15 de julio de 1758) fue un pintor italiano, especializado en la técnica de quadratura y activo en el siglo XVIII en Piamonte.

## Vida
Tras un primer periodo de actividad en Venecia, del que no quedan rastros, Crosato se trasladó por primera vez a Turín, donde a partir de 1733 trabajó en la villa de la Reina y en la palazzina di Stupinigi. En este último lugar, se pueden recordar tres obras importantes, como el Sacrificio de Ifigenia, el Guardián de la caza con las damas y las Estaciones.
Además de las influencias de los grandes decoradores venecianos Pellegrini, Ricci y Amigoni, a partir de estas obras Crosato también mostró su afinidad con la pintura emiliana, especialmente la de Crespi y Cittadini, de quienes se distinguió por su cromatismo, luminosidad y delicados colores. Junto a temas de gran virtuosismo, Crosato manifestaba elementos realistas, así como rococó, tanto de los componentes venecianos como franceses.
En 1736, Crosato regresó a Venecia, donde se inscribió en el gremio de pintores y adquirió notoriedad por su Gloria del Peloponeso, trasladada posteriormente a Viena.
En la década de 1740 dividió su trabajo entre el Piamonte y el Véneto. En Pinerolo pintó los frescos de la iglesia de la Visitación, en Turín la cúpula de la iglesia de la Consolata -lamentablemente repintada-, la capilla de San Vincenzo de' Paoli en la iglesia de la Inmaculada y en el Palacio Real el techo Las cuatro partes del mundo. En Venecia pintó al fresco la grandiosa bóveda del salón de baile Ca' Rezzonico, en Padua decoró la iglesia parroquial de Ponte di Brenta y, repartidas por el Véneto, decoró varias villas: Villa Marcello en Levada di Piombino Dese, Villa Torni en Mogliano y Villa Algarotti en Carpenedo.
También fue importante su trabajo como escenógrafo en el Teatro Regio, en colaboración con Gianfrancesco Costa. Cabe mencionar dos bocetos para el telón (Turín, Galería Sabauda y Museo Cívico) que pueden fecharse en su última etapa piamontesa, hacia 1750; el boceto que realizó junto a Mengozzi Colonna (Turín, Galería Sabauda) para una escena de Siroe, representada en 1750 en el Regio. Crosato se caracterizó por una escenografía innovadora, sin la pesada cuadratura típica de la Bibiena, y por lo tanto más libre y pictórica, que obtuvo la aprobación e influyó en sus sucesores, como los hermanos Galliari.

## Galería

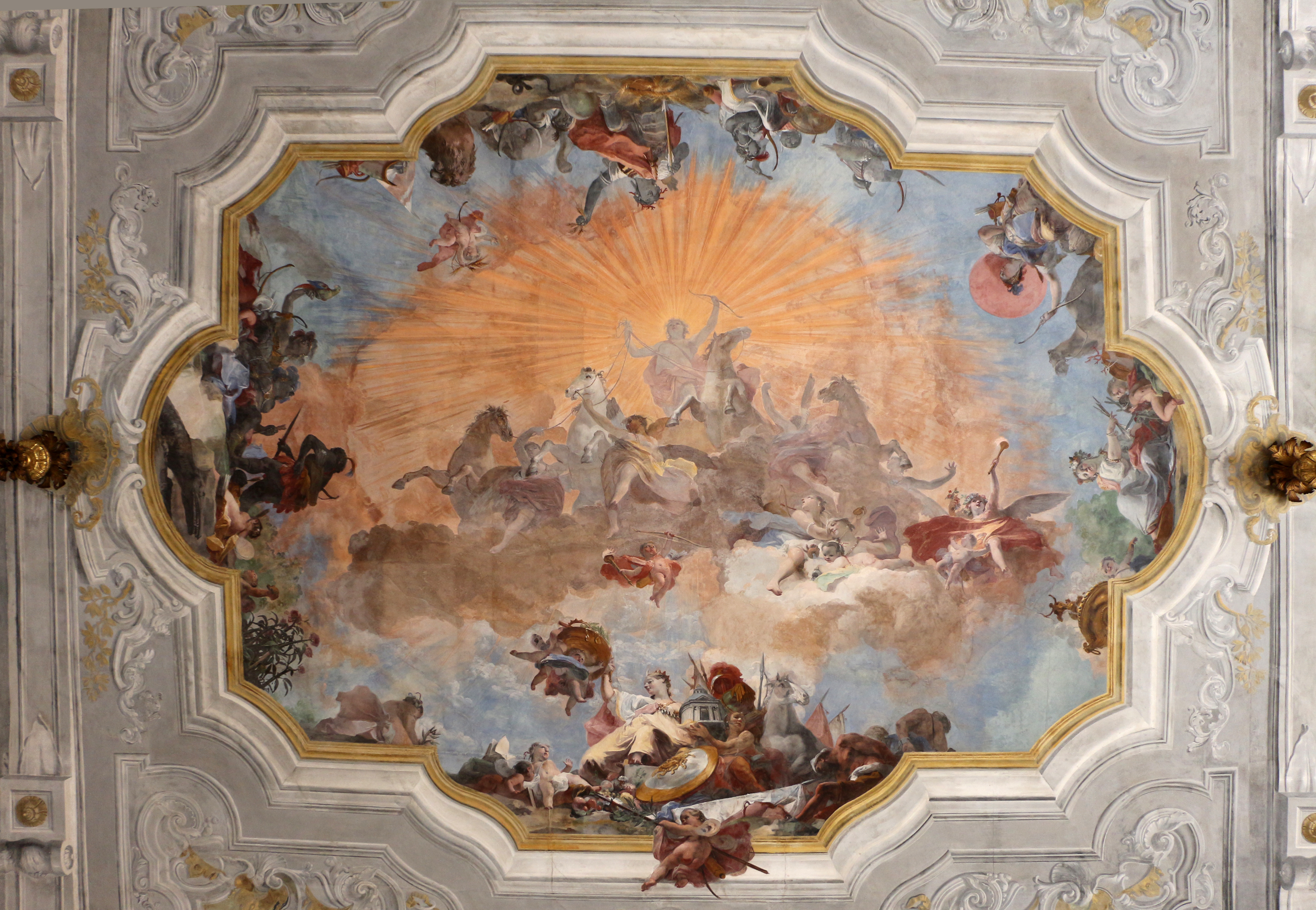
Techo del salón de baile de Ca' Rezzonico con frescos de Giovanni Battista Crosato.
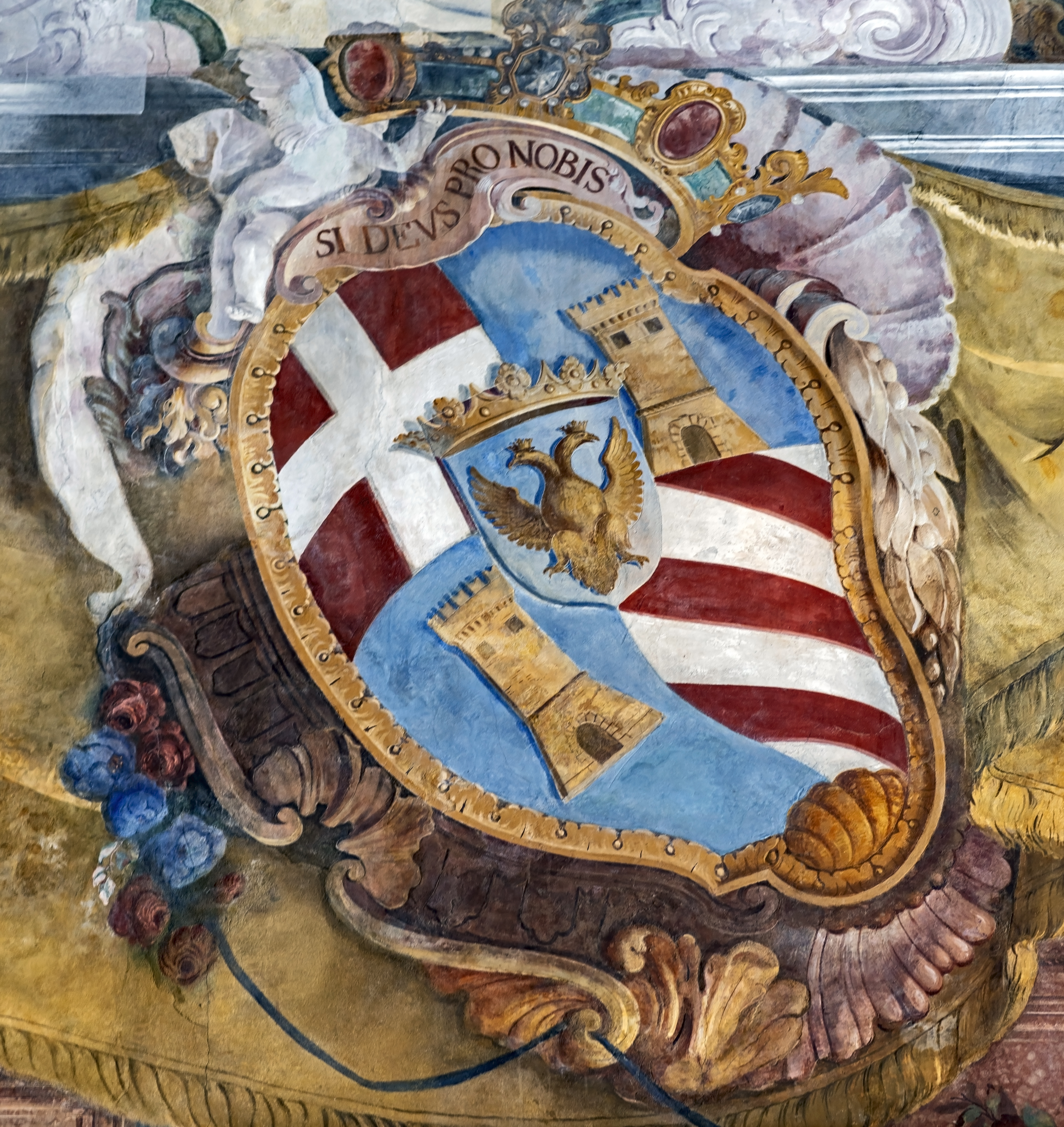
Escudo de armas de la familia Rezzonico (Ca' Rezzonico, Venecia, 1754).
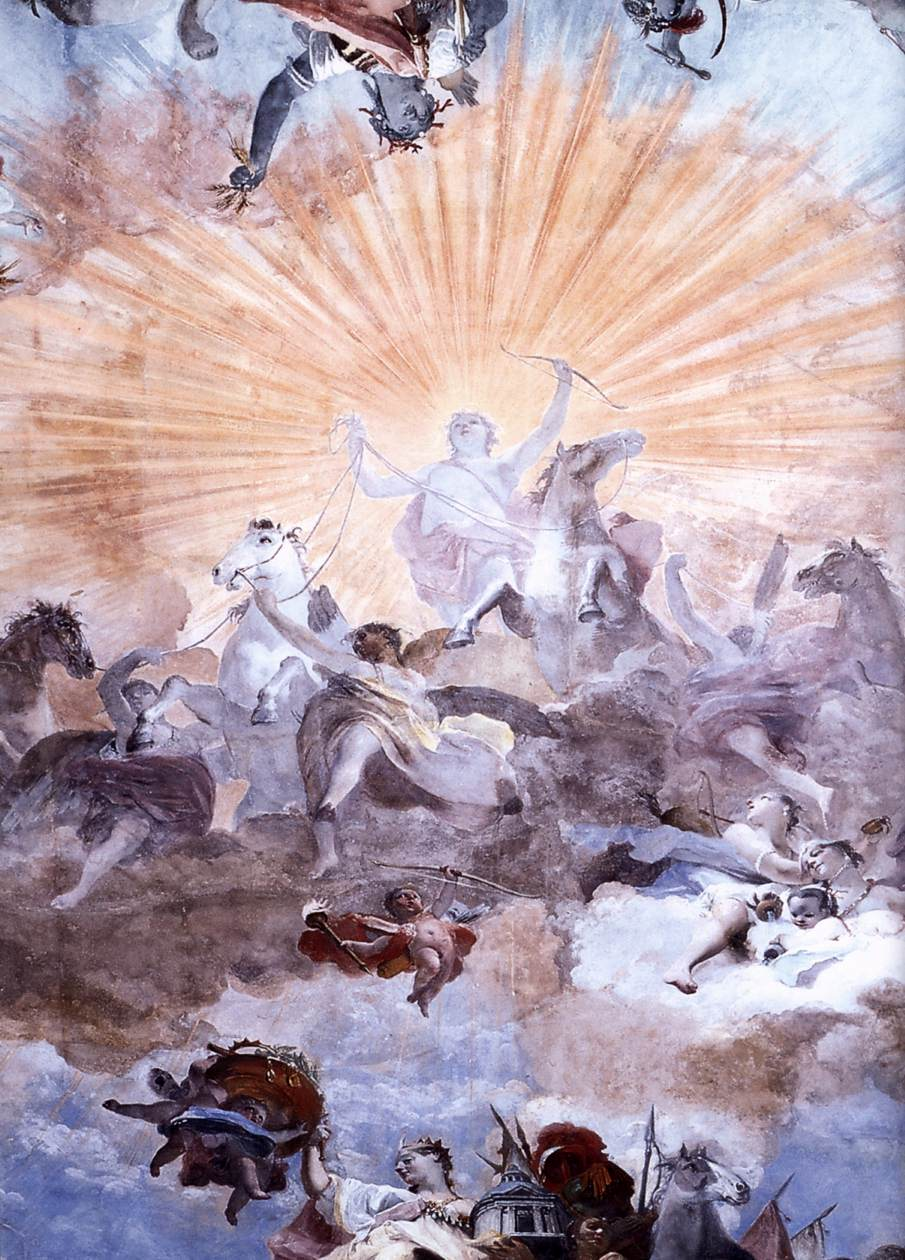
El carro de Apolo y los cuatro continentes (Ca' Rezzonico, Venecia, 1754)
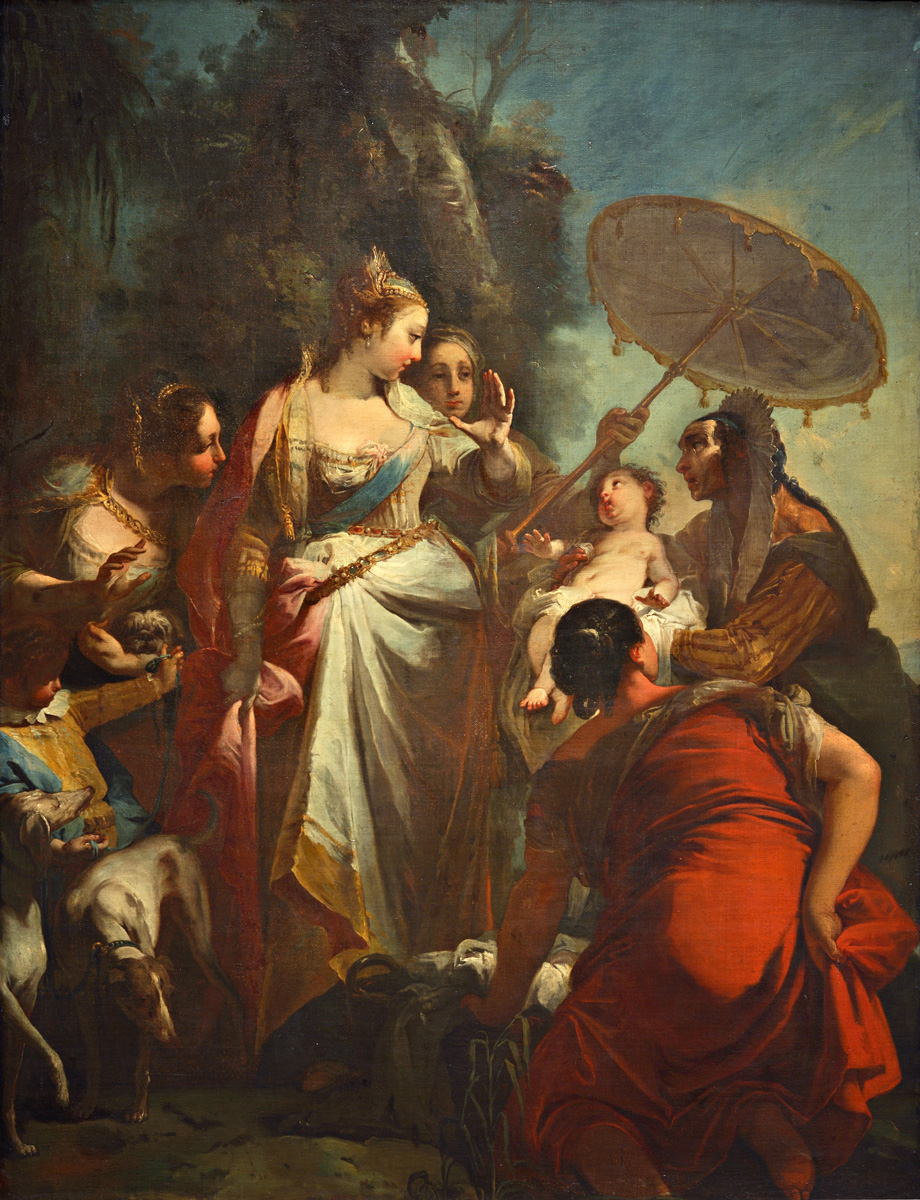
Hallazgo de San Moisés (Museo Pushkin, Mosca]])